# La cifra
La cifra es una ópera en dos actos con música de Antonio Salieri y libreto en italiano de Lorenzo Da Ponte. La obra, un drama jocoso, está ambientado en Escocia, y fue escrita para Adriana Ferrarese del Bene, la primera Fiordiligi en Così fan tutte de Mozart. La ópera se estrenó en Viena el 9 de diciembre de 1789. 
Es una ópera poco representada en la actualidad; en las estadísticas de Operabase aparece con sólo dos representaciones en el período 2005-2010.

## Personajes
| Personaje                                  | Tesitura | Reparto del estreno, 9 de diciembre de 1789 (Director: - ) |
| ------------------------------------------ | -------- | ---------------------------------------------------------- |
| Eurilla                                    | soprano  | Adriana Ferrarese del Bene                                 |
| Lisotta, la hija de Rusticone              | soprano  | Bettina Colombati                                          |
| Milord Fideling                            | tenor    | Francesco Bussani                                          |
| Sandrino, el futuro novio de Lisotta       | bajo     | Paolo Mandini                                              |
| Rusticone, alcalde y propietario del hotel | bajo     | Francesco Benucci                                          |
| Leandro, amigo de Milord Fideling          | tenor    | Girolamo Cruciati                                          |